# Det brinner ett ljus
Det brinner ett ljus eller Det brinner ett ljus för en gammal sång är en julsång skriven av Monica Forsberg och musiken av Kerstin Andeby. Sången innehåller flera motsatser, och beskriver Jesu födelse samt julen på 1900-talet. Den spelades in av Stefan Borsch 1981.
Den har bland annat spelats in av Christer Sjögren ihop med barnkör, Hasse Andersson, Sten & Stanley och Ritz.
2005 spelades den in av Kerstin Andebys barnkör & Peter Wanngrens orkester på albumet Julskivan.